# Mauvages
Mauvages é uma comuna francesa na região administrativa de Grande Leste, no departamento de Meuse. Estende-se por uma área de 21,11 km². Em 2010 a comuna tinha 257 habitantes (densidade: 12,2 hab./km²).